# Nueil-sous-Faye
Nueil-sous-Faye – miejscowość i gmina we Francji, w regionie Nowa Akwitania, w departamencie Vienne.
Według danych na rok 1990 gminę zamieszkiwało 241 osób, a gęstość zaludnienia wynosiła 15 osób/km² (wśród 1467 gmin regionu Poitou-Charentes, Nueil-sous-Faye plasuje się na 763. miejscu pod względem liczby ludności, natomiast pod względem powierzchni na miejscu 539.).